# William Bruce (8e comte de Kincardine)
Pour les articles homonymes, voir William Bruce et Bruce.
William Bruce, 8e comte de Kincardine (décédé le 8 septembre 1740), fils de Thomas Bruce, 7e comte de Kincardine et de Rachel Paunceforth, devient le 8e lord de Torry et le 8e comte de Kincardine en 1740.

## Biographie
Son épouse est Janet Roberton, la fille de James Roberton, un Lord de Session (un petit-fils de James Roberton, Lord Bedlay un Lord de Session ordinaire pendant la Restauration) et de son épouse Euphemia Burnett.
Ils sont des cousins, tous deux descendants de Robert Bruce, Lord Broomhill. Ils ont cinq enfants : 
- Lady Christian Bruce (morte en 1810), mariée le 28 avril 1762 à James Erskine de Cardross
- Le lieutenant-général James Thomas Bruce, député de Marlborough en 1796 et Great Bedwyn en 1796-97 (décédé le 12 décembre 1797[2])
- Charles Bruce (5e comte d'Elgin)
- Rev Hon. James Bruce n. 1865
- Lady Rachel Bruce m. 1778 John Milnes Esq. ré. 1803

Son fils Charles Bruce hérite du comte d'Elgin de la lignée éteinte de Charles Bruce (3e comte d'Ailesbury) comme descendant de Sir George Bruce, frère cadet d'Edward, le 1er lord de Kinloss.